# Карл Фридрих фон Шлипенбах
Карл Фридрих фон Шлипенбах (на немски: Carl Friedrich (Frederik) von Schlippenbach; * 7 септември 1658, Щетин; † 9 януари 1723, Колберг) е граф от род Шлипенбах, пруски генерал на кавалерията и дипломат. Той също е 2. граф на Шьовде в Швеция, господар на Волин и Шьонермарк граф на Ват, фрайхер на Залинген, барон на Люкзиала при Кангазала във Финландия и Залинген в Курландия, губернатор на Колберг.

## Живот
Той е син на граф Кристоф Карл фон Шлипенбах (1624 – 1660) и съпругата му Хелена Елизабет фон Праунфалк (1629 – 1684, дъщеря на фрайхер Ханс Адам фон Праунфалк (1604 – 1665) и фрайин Регина фон Ратмансдорф (1603 – 1667). Внук е на Кристофер фон Шлипенбах (1590 – 1668), господар в Залинген, и Анна Мария фон Мантойфел.
Баща му Кристоф Карл отива през 1640-те години на военна служба в Швеция и става любим на кралицата Кристина Шведска, която го прави на 1 юни 1654 г. граф фон Скьовде и барон фон Люкзиала. Той помага на оттеглянето на кралицата и печели доверието на крал Карл X, става дипломат и през 1657 г. съветник на Висшия съвет на Швеция.
След смъртта на баща му (1660) майка му поема възпитанието на Карл Фридрих фон Шлипенбах. Тя завежда десетгодишния си син в Стокхолм, където учи с по-късния крал Карл XI. През 1674 г. той започва шведска служба в кралската охранителна гарда. Карл Фридрих участва в битките на крал Карл XI, става лейтенант и майор. През 1686 г. той напуска шведската си служба и на 26 октомври 1686 г. става полковник при курфюрст Фридрих Вилхелм фон Бранденбург. Той купува имението Шьонермарк в Бранденбург от държавния министър фрайхер Додо (II) фон Книпхауззен (1641 – 1698).
Курфюрст Фридрих III му дава на 20 октомври 1688 г. командването на „Анхалт'ския конен регимент“. С бранденбургската войска той се бие във Вестфалия и в Нидерландия. Той отново участва в походите от 1694 и 1696 г. в Нидерландия и в Намюр 1695 г. На 14 март 1696 г. е повишен на генерал-майор. През 1704 г. пруският крал Фридрих I го изпраща при Карл XII от Швеция, когото придружава до Украйна. На 6 декември 1704 г. става генерал-лейтенант. Той изпълнява дипломатически задачи. На 23 май 1715 г. става генерал на кавалерията.
Карл Фридрих фон Шлипенбах умира на 64 години на 9 януари 1723 г. в Колберг и е погребан в имението Шьонермарк в Укермарк в построената от него гробница.

## Фамилия
Първи брак: през 1680 г. с Барбара фон Бюлов († 1689), дъщеря на вице-губернатора на Померания и шведски генерал на Бартолд Хартвиг фон Бюлов (1611 – 1667) и Абел София фон Плесен (1637 – 1695). Те имат двама сина и шест дъщери, между тях:
- Доротея София фон Шлипенбах, омъжена 1712 г. за Марквард Лудвиг фон Принтцен (* 1675; † 1725), преуски главен дворцов маршал и дворцов хауптман на дворец Маркварт.

Втори брак: през 1690 г. с Хенриета Амалия фон Блументал († 1691), най-малката дъщеря на държавния министър фрайхер фон Блументал. Тя умира при раждането на мъртъв син.
Трети брак: на 21 март 1694 г. в Берлин с Анна Барбара Сабина фон Арним-Бойценбург (* 16 април 1671 или 1677, Нехлин; † 25 август 1739, Шьонермарк), дъщеря на генерал-майор Якоб Дитлоф фон Арним (1645 – 1689) и Еуфемия фон Бланкенбург (1644 – 1712). Те имат шест сина и девет дъщери. Между тях:
- Карл Кристоф фон Шлипенбах (* ок. 1696: † 1734), пруски таен държавен съветник, рицар на Йоанитския орден, комтур на Лагов
- Еуфемия Луиза фон Шлипенбах (* 9 април 1698, Шьонермарк; † 30 март 1763, Оснабрюк), омъжена на 29 май 1732 г. за барон Ханс Вернер фон Хамерщайн-Екворд (* 27 март 1696, Гесмолд; † 18 септември 1787, Екворд)
- Агнета Елизабет фон Шлипенбах (* ок. 1700), омъжена 1733 г. за Хайнрих (II) фон Шлипенбах (1700 – 1760)
- Карл Кристоф фон Шлипенбах (* 4 юли 1700, Шьонермарк; † 25 април 1766, Берлин), женен 1735 г. в Трампе за графиня Кристина Шарлота Мари фон Шпар (* 20 май 1716, Трампе; † 22 октомври 1788, Берлин); имат двама сина
- Албрехт Фридрих фон Шлипенбах (* 4 юли 1700; † 25 април 1766), женен 1735 г. за Кристина Мари Шарлота фон Шпар/е (* 20 май 1716; † 22 октомври 1787) от род Грайфенберг
- София Елизабет фон Шлипенбах (* сл. 1710 † 21 май 1761), омъжена за Георг Кристиан фон Бланкензее
- Доротея Фридерика фон Шлипенбах (* 1715; † 19 февруари 1774, Фюрстензее), омъжена на 1 юли 1742 г. в Шьонермарк за Лоренц Юрген фон Ведел (* 19 май 1702, Фюрстензее; † 17 август 1780, Фюрстензее)
- Барбара Якобина фон Шлипенбах (1716 – 1770), омъжена за граф Юрген Фредрик Шпар в Бург Грайфенбург (1709 – 1765)